# Вей Хаймін
Вей Хаймін (1957 рік), Імя при народжені — Вей Мін, відома тайванська оперна актриса, є послідовником школи опери Мей Ланьфаню. З різними якостями, необхіжних для акторів пекінської опери, такими як ріст, зовнішність, голос тощо, багато людей вважають Вей Хаймін людиною, яка народилася «великим майстром».
-
Дитинство у складі команди морської драми ВМС Китаю у національному навчальному класі опери Хайгуан, дало змогу вивчити сценічне мистецтво Пекінської опери.. Згодом вона навчається Пекінській опері в школі Мей у жінки- учениці Мей Ланьфан Цинь Хуйфень . У 1991 році вона стає учителем сина Мей Ланфан Мей Баоцзю .
Вона присвячує своє життя просуванню та впровадженню мистецтва Пекінської опери, а також виграє Національну премію за мистецтво та премію « Золота мелодія» Китайської Республіки за найкращу інтерпретацію традиційної музики та премію « Сливовий цвіт» для китайського театру в материковому Китаї .

## Основи Пекінської опери в сімейній обстановці
Вей Хайминь народилася в Інге . У віці 9 років переїжджає в Цзяї через роботу батька.
Її батько, Вей Нін, закінчив Японський університет армії. Спочатку він був солдатом. У 1949 році він переїхав з дружиною на Тайвань разом з націоналістичним урядом . У неї є дві сестри, з різницею в 8 і 6 років .
ЇЇ батька через травму не підвищили в званні і він був демобілізований, після чого він підпрацьовує на різних роботах, щоб утримувати сім'ю. Тому Вей Хаймін з молодості не була заможною.
Коли її було 2 її батьки розлучилися. Батько виховував Вей та її сестер сам. Вей Хаймін певний час жила в інтернаті в Чанхуа, що дозволило Вей Хаймін зберегти незалежну особистість.
Коли Вей було 9 її батько працював тимчасовим директором заводу компанії Цзяї Lianhua в Цзяї, сім'я переїжджає туди. Це дозволило Вей Хаймін почати спокійне життя
Людиною, що побудив Вей Хаймін до пекінської опери був її батько, він був величезним шанувальником опери. Коли він повертався додому, то грав на ерху та навчав трьох сестер співати оперу. Першим фрагмент опери 「起解」вона вивчила під керівництвом батька. Вслід за тим, як Вей Хаймін вступив до оперної школи Хайгуан, її батько помер від раку легенів, коли їй було 15 років.

## Світло маленького моря
Коли Вей було 10 років її батько побачив афішу про набір на «Світло маленького моря», він попросив доньку підготуватися до вступу в оперну школу Хайгуан . Вей Хаймін відчула, що лише якщо поступить в оперну школу, то зможе кожен день співати і танцювати і зможе здати іспити в Цзоін
Коли Вей Хаймін склала екзамен, їй аплодував старший екзаменатор Ван Жибін . Вона без ніяких проблем було прийнято до опери Хайгуан . Згідно з традицією шкільною традицією вона додає слово «海» (море) в середину свого імені. З цього часу її ім'я змінилося з Вей Мінь на Вей Хаймін .
У той час Чжоу Сінь, вчитель-спеціаліст з Даньцзяо, спеціально навчала її " Цін І ". Лю Юлін, Лі Фенсян і Цінь Хуйфень, які були майстрами в школі Цін І, Стали першими вчителями Пекінської опери Вей Хаймін.
Два роки Вей Хаймін навчається «Світлу маленького моря» і виконує маленькі ролі. Але в 13 вже сама взмозі грати головну роль, часто, коли з'являється необхідність в жіночій ролі для «Світла маленького моря», Вей Хаймін часто обирають грати в парі з досвідченим актором.

## Слідування школі Мень
У 1982 році Вей Хаймін очікуючи народження другої дитини знаходилася в Гонконзі, вона насолоджувалася виставою школи Мей Ланбфан під виконанням артиста Мей Баоцзю, Сюнь Пай Тонг Чжилін та інших.
Маючи великий досвід в вивченні та перегляді опери, Вей Хайминь визнає, що школа Ланбфан, є ідеальною, те що вона так шукала. 20 червня 1991 року її офіційно представляє Мей Баодзю Мею ЛАньфану в готелі Кьянмна в Пекіні. Він запрошує її направитися на материковий Китай, щоб грати в пекінській опері.
Після переходу до школи Ланбфан Вей Хаймін починає спеціалізуватися на ній. Вона почав проводити спеціальні шоу в Пекіні в 1993 році, виконуючи «Прощай, моя наложниця», «Три трибунали», «Му Гуїн приймає командування» та інші опери. У 1994 р. щоб відсвяткувати сторіччя школи Мей ланфанг вона скоротила "太真外傳 " 1926 року і поставила його на сцену.
У 1996 році вона виграла премію «Сливовий цвіт» за дві драми «П'яна наложниця» та «Універсальний фронт».
Вей Хаймін зазнала значного впливу Мей Ланфанг у своїх пізніших виставах шарму та опер.